# Kootenai megye
Kootenai megye az Amerikai Egyesült Államokban, azon belül Idaho államban található. Megyeszékhelye és legnagyobb városa Coeur d’Alene. Lakosainak száma 171 362 fő (2020. április 1.). Kootenai megye Bonner, Shoshone, Benewah és Spokane megyékkel határos.

## Népesség
A megye népességének változása:
| Lakosok száma | 138 892 | 141 081 | 142 278 | 144 265 | 150 346 | 171 362 |
|               | 2010    | 2011    | 2012    | 2013    | 2015    | 2020    |